# Мило Бошковић (професор)
Мило Бошковић (Мојковац, 5. мај 1943) редовни је професор Правног факултета и професор емеритус Универзитета у Новом Саду

## Образовање
Гимназију је похађао и завршио у Бијелом Пољу, Црна Гора. Правни факултет Универзитета у Новом Саду, правосудни смер, завршио 1970. године.
Магистарске студије на смеру Међународноправо и међународни односи, на Факултету политичких наука Универзитета Београд завршио 1973. године одбраном тезе „Угрожавање независности и територијалног интегритета СФРЈ“. Докторску дисертацију „Југословенска политичка емиграција“ на истом факултету одбранио 1977. године.

## Научни рад
Наставно научну каријеру уз стручну започео 1984. године на Правном и Филозофском факултету у Новом Саду у звању доцента.
Од 1989. године биран је за ванредног а затим и за редовног професора кривичноправних дисциплина Правног факултета на Универзитету у Новом Саду.
У наставничкој каријери држао је повремено наставу на више домаћих и страних факултета:
- На Филозофском факултету у Новом Саду на Катедри за социологију,
- Дефектолошком факултету у Београду,
- Академији за дипломатију и безбедност у Београду,
- Факултету за пословни менаџмент у Бару,
- Правном факултету Универзитета Источно Сарајево,
- Правном факултету Унивезитету Слобомир,
- Полицијској академији у Београду,
- Економском факултету у Суботици,
- Правном факултету у Сегедину и Темишвару.

У свом дугогодишњем раду на Универзитетима у Новом Саду и Источном Сарајеву остварио је успешну академску и научну каријеру.
У оквиру међуфакултетске сарадње гостовао је и држао предавања из области организованог криминалитета на интеркатедарским састанцима на правним факултетима и учествовао на више међународних скупова с рефератима у земљи и иностранству.
Његова професионална оријентација у оквиру правних наука оријентисана је на области криминологије, организованог криминалитета и деликата насиља.
У периоду од 1999. до 2012. године био је шеф Катедре за кривично право на Правном факултету у Новом Саду, а у истом својству и на Правном факултету Универзитета Источно Сарајево.
На основним и студијама вишег степена предавао је предмете из области криминологије и кривичноправних наука.
Био је ментор у изради више докторских дисертација и магистарских теза на правним факултетима у Новом Саду, и у Источном Сарајеву.

### Изабрана библиографија
- Бошковић, Мило (2012). „ПСИХОСОЦИЈАЛНЕ КАРАКТЕРИСТИКЕ НАСИЛНИЧКЕ ЛИЧНОСТИ” (PDF). Зборник радова Правног факултета у Новом Саду. XLVI-1: 7—19. Архивирано из оригинала (PDF) 29. 11. 2021. г. Приступљено 01. 10. 2018.
- Бошковић, Мило (2012). „Криминолошки лексикон - Матица српска”. Приступљено 01. 10. 2018.
- Бошковић, Мило (2015). Социјална патологија (четврто измењено и допуњено издање). Унија факултета Југоисточне Европе, Факултет за правне и пословне студије.
- Бошковић, Мило (2015). Криминологија (седмо измењено и допуњено издање). Унија факултета Југоисточне Европе, Факултет за правне и пословне студије.
- Бошковић, Мило (2017). Лексикон безбедности. „Службени гласник“ Београд.